# التربسنوجن الفعال مناعيا
إن قياس مستويات التربسنوجن الفعال مناعياً Immunoreactive trypsinogen (IRT) في دم الأطفال حديثي الولادة هو وسيلة يزيد استخدامها حالياً كاختبار ماسح للكشف عن داء التليف الكيسي Cystic fibrosis.
في التليف الكيسي يكون الإفراز من القنيات البنكرياسية ضعيفاً. التربسنوجن هو مولد للإنزيم وتوجد مستويات منه في الدم. ترتفع مستوياته هذه عند غالبية المصابين بالتليف الكيسي بغض النظر عما إذا أدت الطفرة لديهم إلى قصور بنكرياسي أم لا. يرتفع تركيز التربسنوجن الفعال مناعياً عند حديثي الولادة المصابين بالتليف الكيسي نظراً لكون الأقنية البنكرياسية مسدودة جزئياً مما يؤدي إلى حدوث تسريب غير طبيعي للإنزيم. وهو ما يحصل حتى لو كان البنكرياس عند الطفل غير قاصر وكانت الإنزيمات التي يفرزها كافية لعملية الهضم. إنّ الأطفال الحاملون متغايرو اللواقح لطفرة التليف الكيسي تكون لديهم مستويات التربسنوجن الفعال مناعياً مرتفعة مع أنهم غير مصابين بالمرض الذي يتمتع بوارثة جسدية متنحية، وبالتالي فهذا الاختبار وحده يعتبر غير كاف للتشخيص..
يقاس التربسنوجن الفعال مناعياً عبر عينة دم مأخوذة بوخز كاحل الطفل ويستخدم كاختبار ماسح لكل حديثي الولادة في المملكة المتحدة. وهذا الاختبار هو واحد من المجموعة الكاملة من اختبارات المسح عند حديثي الولادة (اختبار غوثري). إيجابية الاختبار تستدعي البحث عن الطفرات الشائعة للتليف الكيسي. تختلف قائمة الجينات التي يتم البحث عن طفراتها تبعاً للمراكز المختلفة ولكن يتم عادة البحث عن طفرات 40 - 50 أشيع جين من أصل ما يزيد على 2000 طفرة معروفة.
إذا وُجد بالفحص الجيني طفرة واحدة فعندها يجب إجراء اختبار العرق للمساعدة في تأكيد التشخيص. غالباً ما يكون اختبار العرق طبيعياً ولا يُحاول إجراؤه عادة عند الأطفال الذين يزنون أقل من 5 كغ. إذا كان اختبار العرق إيجابياً يتم عندها إجراء الاختبارات الجينية الأغلى ثمناً. إذا وُجد عندها طفرتين يتم تأكيد تشخيص التليف الكيسي.

## References
1. ↑  MedlinePlus Medical Encyclopedia: Neonatal cystic fibrosis screening نسخة محفوظة 05 يوليو 2016 على موقع واي باك مشين.
2. ↑  Kumar & Clarks Clinical Medicine, 8th Edition. (ردمك 978-0-7020-4499-1)